# Lucien Guinotte (peintre)
Pour les articles homonymes, voir Lucien Guinotte.
Lucien Guinotte, volontaire de guerre, né le 8 mars 1925 à Mariemont (Morlanwelz) et mort à Ostende le 6 mai 1989, était un peintre, aquarelliste et dessinateur belge.

## Biographie
Lucien Guinotte est le fils de Lucien Amédée Guinotte (1897-1967) et d'Andrée van Dievoet, et le petit-fils de Léon Guinotte et de Louise van der Stichelen-Rogier ainsi que de Jules Édouard van Dievoet, avocat, et de la baronne Marguerite Leclercq, fille du baron Georges Leclercq.
Lucien Guinotte appartient à une importante famille d'industriels établis dans la région de Mariemont, actifs dans le secteur des charbonnages. Les peintres Théo van Rysselberghe et Jean Vanden Eeckhoudt ont peint des fresques mythologiques dans leur château de Pachy.
Il épouse le 27 novembre 1951 Célène Large, née à Belfort (France) le 27 juin 1909.
Au cours de la Seconde Guerre mondiale, il est volontaire de guerre.
Il étudie à partir de 1944 à l'Académie royale des beaux-arts de Bruxelles et se forme un style non-conformiste.
En 1947 il devient membre du groupe « Tendances contemporaines » avec Pol Bury, Hélène Jacquet, Max Michotte et Marcel Dusaussois,.
Dans les années 1969-70 il s'établit à Ostende, d'abord Kapellestraat, et ensuite Wittenonnenstraat, et enfin Aartshertoginnestraat. Il était une figure reconnue et sympathique des cercles artistiques ostendais.
La fatigue et des problèmes physiques et psychiques ont fort marqué son œuvre.

## Son style
Il commença par être impressionniste. Lors de sa période ostendaise, son œuvre devint figurative et abstraite, pleine de force, et exprimant surtout le corps humain, le nu, la plage et les vues marines.

## Expositions
- 1943 : La Louvière Les Amis de l’Art
- 1943 : Bruxelles, Galerie Bruyninckx
- 1949 : Lyon, Galerie Roger
- 1961 : Bruxelles, L’Octroi
- 1964 : Bruxelles, Galerie Vendôme
- 1965 : Bruxelles, Galerie Reding
- 1966 : Bruxelles, Galerie Contour
- 1968 : Bruxelles, Galerie Contour
- 1970 : Amsterdam, Galerie De Sfinx
- 1972 : Bruxelles, Galerie Barnabooth (Jacques Carton)
- 1974 : Ostende, Galerie Hautman
- 1974 : Ostende, The Clipper
- 1975 : Ostende, Galerie Ter Streep
- 1981 : Knokke, Casino (Galerie Jan de Maere)
- 1982 : Charleroi, Palais des Beaux-Arts
- 1988 : Ostende, Hoger Rijksinstituut voor Paramedische Beroepen
- 1990 : Ostende, Galerie Dialoog’92 (posthume)

## Musées
- Musée des beaux-arts, Ostende